# Hémoglobinémie
L'hémoglobinémie est la présence d'hémoglobine dans le plasma sanguin.
Le terme d'hémoglobinémie désigne également la concentration d'hémoglobine dans le plasma. Celle-ci est en général inférieure à 5 mg pour 100 ml (à ne pas confondre avec le taux d'hémoglobine, qui est la concentration totale d'hémoglobine dans le sang exprimé en g/100 ml). Celui-ci dépend de l'âge et du sexe du sujet et correspond essentiellement à l'hémoglobine présente dans les hématies.

## Caractéristiques de cette anomalie
La présence d'hémoglobine dans le plasma sanguin est anormale, et se produit lors d'une hémolyse intra-vasculaire. L'hémolyse intravasculaire est définie comme l'éclatement des hématies (aussi appelés globules rouges) qui libèrent alors l'hémoglobine qu'ils contiennent.
L'hémoglobine est un pigment rouge qui permet le transport du dioxygène et du dioxyde de carbone.
Cette hémoglobine libre dans le plasma est filtrée par le rein, ce qui entraîne une hémoglobinurie, c'est-à-dire une présence anormale d'hémoglobine dans l'urine (à ne pas confondre avec une hématurie, qui est présence de sang, avec des hématies entières, dans l'urine).